# 阿拉皮拉卡足球俱乐部
阿拉皮拉卡足球俱乐部，是巴西阿拉皮拉卡市的一个足球俱乐部。

## 成绩
- 阿拉戈斯足球锦标赛
  - 冠军(7)::1953, 2000, 2001, 2003, 2005, 2009, 2011
- 巴西足球丙级联赛
  - 亚军(1): 2009